# Římskokatolická farnost Lomec
Římskokatolická farnost Lomec je územním společenstvím římských katolíků v rámci strakonického vikariátu Českobudějovické diecéze.

## O farnosti

### Historie
Kostel na Lomci nedaleko Nestanic byl vystavěn v letech 1692–1702 jako naplnění slibu, který dal hrabě Karel Filip Buquoy. Ač šlo o místo mimo větší osídlení, byla zde v roce 1700 zřízena expozitura. Roku 1704 byl nový kostelík, postavený v poměrně netypické podobě solitérní věžovité stavby, vysvěcen. V roce 1720 byl kostelík mírně rozšířen přístavkem, obsahujícím sakristii, propojenou s lodí kostela. Ač se jedná o místo mimo větší osídlení, byla roku 1786 při kostele zřízena lokálie, která byla v roce 1859 povýšena na samostatnou farnost, zahrnující několik okolních vesnic. Bývalý lovecký zámeček nedaleko kostela byl adaptován na faru.
Za doby komunismu byly na relativně odlehlý Lomec umístěny Šedé sestry III. řádu sv. Františka, které si pro svou potřebu adaptovaly a rozšířily farní budovu. Stavba trvala celkem 15 let a na doporučení tehdejšího českobudějovického biskupa Josefa Hloucha ji vedl Zdeněk Jiráň z Českých Budějovic. Dokončený klášter, vzniklý přestavbou fary, vysvětil 3. listopadu 1979 tehdejší českobudějovický kapitulní vikář Josef Kavale.

### Současnost
Šedé sestry působí na Lomci stále. Místní farnost je administrována ex currendo z Vodňan.
| Kostel                   | Místo             | Bohoslužba             | Bohoslužba             | Poznámka     |
| ------------------------ | ----------------- | ---------------------- | ---------------------- | ------------ |
| Kaple sv. Antonína       | Černěves          | neslouží se pravidelně | neslouží se pravidelně | obecní kaple |
| Kaple                    | Malovičky         | neslouží se pravidelně | neslouží se pravidelně | obecní kaple |
| Kostel Jména Panny Marie | Nestanice – Lomec | neděle                 | 11.00                  | farní kostel |